# Большой Безменец
Большой Безменец (Безменец) — река в Нижегородской области России, протекает по территории Варнавинского, Краснобаковского районов и Городского округа Семёновский. Впадает в Керженец по правому берегу, в 216 км от его устья. Длина реки составляет 43 км, площадь водосборного бассейна — 473 км².
Исток реки в лесах севернее деревни и ж/д станции Пруды в 18 км к северо-западу от посёлка Ветлужский. Течёт на юго-запад. На реке стоят деревни Пруды, Хвойная, Кошелево, Крутой Овраг, Пятницкое, Аксёново. Впадает в Керженец ниже деревни Павлово. Высота устья — 97,1 м над уровнем моря.

### Притоки (км от устья)
- 17 км: река Чёрная (лв)
- 24 км: река Малый Безменец (лв)

## Данные водного реестра
По данным государственного водного реестра России относится к Верхневолжскому бассейновому округу, водохозяйственный участок реки — Волга от устья реки Ока до Чебоксарского гидроузла (Чебоксарское водохранилище), без рек Сура и Ветлуга, речной подбассейн реки — Волга от впадения Оки до Куйбышевского водохранилища (без бассейна Суры). Речной бассейн реки — (Верхняя) Волга до Куйбышевского водохранилища (без бассейна Оки).
Код объекта в государственном водном реестре — 08010400312110000034561.